# تمساح المغر
تمساح المغر أو المَجّار (الاسم العلمي: Crocodylus palustris)، وهو تمساح يتواجد في شبه القارة الهندية والبلدان المجاورة لها. وهو واحد من ثلاثة أنواع من التمساحيات التي تقطن الهند والنوعين الآخرين هما: تمساح المياه المالحة والغريال، ويعد مجّار إقليم السند في دولة باكستان الزاحف الرسمي لتلك الدولة.

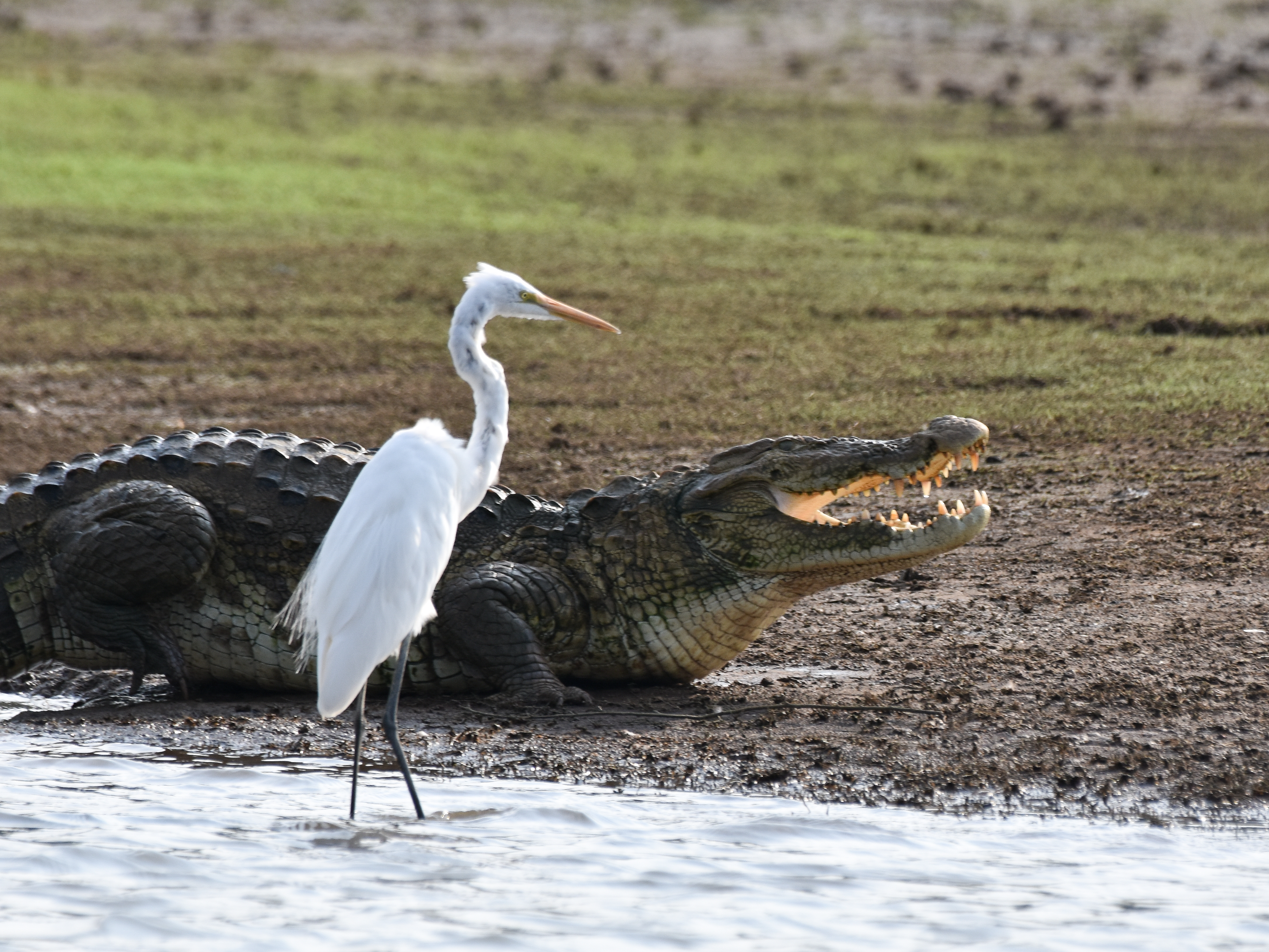
تمساح في متنزه ناغارهول الوطني في الهند برفقة طائر البلشون الأبيض الكبير

والمّار متوسط الحجم ويعيش غالباً في المياه العذبة للبحيرات والبرك والأنهار البطيئة الجريان وفي الأهوار والمستنقعات، قد يصل طول الذكور منها إلى 4 أو 4.5 متر ولكن من النادر أن تتجاوز ال (3.7) متر، أم الإناث فأصغر حجماً كما هو الحال في بقيّة التمساحيات.

## انظر ايضاً
- تمساح
- تمساح المياه المالحة
- جافيال
- تمساح أمريكي
- قاطور
- قاطور صيني